# Новониколаевский городской общественный банк
Новониколаевский городской общественный банк — банк, действовавший в Новониколаевске с февраля 1917 по март 1918 года, после чего также работал в июне 1918 — декабре 1919 года.

## История

### Предыстория
Попытки создания городского общественного банка в Новониколаевске предпринимались ещё в 1913 году. 5 августа этого года Новониколаевской городской думой было принято постановление о создании городского банка, основной капитал которого должен был составить 50 000 рублей. По плану вся чистая прибыль, не поступавшая в основной и запасной капиталы, отчислялась в пользу города: 30 % — на поддержку учебных заведений (главным образом, ремесленных и технических), 18 % — на благотворительные учреждения Новониколаевска, ещё 2 % предназначались для пополнения оборотного капитала ссудосберегательной кассы сотрудников Городского общественного управления и на другие городские нужды. Тем не менее в тот период учреждение так и не было создано, так как требовалось утверждение устава в Министерстве финансов. После появления публикации об учреждении банка в собрании узаконений и распоряжений Правительства наконец стало возможным его открытие, но в 1914 году началась война, и банковский капитал был перенаправлен на неотложные городские нужды.

Однако военное время лишь подтвердило необходимость наличия банка с доступными кредитами для развития операций с продовольствием, на что 29 сентября 1916 года указывала Городская управа в своём докладе Думе:
В настоящий момент Продовольственная Компания города далеко ещё не закончена, на пути её могут ещё встретиться все возможные препятствия, благополучно обойти которые возможно только при наличности мощных оборотных средств. Средствами этими мог бы питать городскую продовольственную компанию Городской Общественный Банк, привлекая в свою кассу вклады частных лиц

### Создание банка и его деятельность
Открытие банка состоялось только 1 февраля 1917 года. Директором стал новониколаевский купец Дмитрий Степанович Унжин, основатель торгового дома «Унжин и К°», а на должность товарищей директора были назначены Иван Петрович Удадов и Дмитрий Егорович Барабанов. Позднее пост директора занял инженер С. З. Крюков.
В работе Новониколаевского городского общественного банка проявлялось такое типичное для городских банков свойство как сочетание разных видов кредитования.
Как в коммерческом, так и в ипотечном кредитовании банк был лишён возможности оказывать услуги крупным клиентам в связи с ограничением предельного кредита десятью процентами собственного капитала, что требовалось для предотвращения банкротства крупных кредиторов. У новониколаевского банка можно было взять кредит до 5 тысяч рублей, тогда как акционерные банки, чей капитал составлял не менее 500 тысяч предоставляли кредит в 50 тысяч рублей и больше. Небольшой капитал в совокупности с общей инфляцией военных лет и революционного периода затрудняли качественное развитие кредитной организации. Так, в 1918 году её прибыль достигла лишь 7,6 тысяч рублей при расходах на содержание в 34,3 тысячи рублей. В апреле 1919 года данные обстоятельства стали основанием для увеличения собственного капитала вдвое.
После наступления Октябрьской революции работа городских банков в Западной Сибири продолжалось, так как регион в это время переходил под власть белогвардейцев. Но 13 марта 1918 года, когда в Новониколаевск пришла Красная армия, финансовое учреждение было закрыто, однако уже 3 июня 1918 года после свержения Советов оно вновь возобновило свою деятельность. В декабре 1919 года в связи с возвращением в город Красной армии банк был окончательно закрыт.

## Расположение
Банк размещался в нескольких комнатах второго этажа Городского торгового корпуса.